# Live/Indian summer
Live/Indian summer is het eerste livealbum van Al Stewart. De dubbelelpee viel uiteen in één kant studio-opnamen en drie kanten live opnamen. De studio-opnamen kwamen uit Evergreen studio te Los Angeles, de liveopanem uit The Roxy aldaar.
Het album verscheen in deze hoedanigheid in eerste instantie niet op compact disc. De studio-opnamen werden bijgeperst op de compact disc-versie van 24 Carrots. De liveopnamen verschenen als Live the the Roxy.  Later in 2007 kwamen de studio-opnamen weer terug. Om het geheel op één cd te krijgen moesten delen van de fade-outs en het applaus weggelaten worden.
Het album haalde in de VS een bescheiden 110e plaats in de Billboard Album Top 200lijst.

## Musici
- Al Stewart – zang, gitaar, synthesizer
- Peter White – toetsinstrumenten, gitaar, synthesizer
- Adam Yurman - gitaar, achtergrondzang
- Robin Lamble – basgitaar, achtergrondzang
- Krysia Krsitianne – toetsinstrumenten, achtergrondzang
- Bryan Savage – altsaxofoon, tenorsaxofoon, dwarsfluit
- Harry Stinson – slagwerk, percussie
- Robert Alpert - toetsinstrumenten

## Muziek
| Nr. | Titel           | Duur |
| --- | --------------- | ---- |
| 1.  | Here in Angola  | 4:37 |
| 2.  | Pandora         | 4:33 |
| 3.  | Indian summer   | 3:33 |
| 4.  | Delia’s gone    | 2:47 |
| 5.  | Princess Olivia | 3:21 |

| Nr. | Titel                                  | Duur |
| --- | -------------------------------------- | ---- |
| 1.  | Running man                            | 4:43 |
| 2.  | Time passages                          | 6;26 |
| 3.  | Merlin’s time                          | 2:56 |
| 4.  | If it doesn’t come naturally, leave it | 4:27 |

| Nr. | Titel                            | Duur  |
| --- | -------------------------------- | ----- |
| 1.  | Roads to Moscow                  | 8:13  |
| 2.  | Nostradamus/World goes to Riyadh | 13:01 |

| Nr. | Titel                  | Duur |
| --- | ---------------------- | ---- |
| 1.  | Soho (needless to day) | 3:43 |
| 2.  | On the border          | 4:46 |
| 3.  | Valentina way          | 4:17 |
| 4.  | Clarence Frogman Henry | 1:43 |
| 5.  | Year of the cat        | 7:07 |